# Роберт Ґронделарс
Роберт Ґронделарс (28 лютого 1933 — 22 серпня 1989) — бельгійський велогонщик.
Олімпійський чемпіон 1952 року в командній шосейній гонці, срібний призер 1952 року в груповій шосейній гонці.